# Louis Adolphe Hamaide
Pour les articles homonymes, voir Hamaide.
Louis Adolphe Hamaide (Haybes, 20 décembre 1833 - Fumay, 16 août 1905) est un des premiers médecins français à avoir étudié, dans les détails, les symptômes de la maladie des ardoisiers, que le docteur Debieuvre appellera, dans sa thèse soutenue au lendemain de la Seconde Guerre mondiale, la schistose (forme de silicose).

## Biographie
Louis Adolphe Hamaide est le fils de Honoré Hamaide, marchand de bois, propriétaire et régisseur d’ardoisières, et de Marie Catherine Debry. Marié avec Marie Adèle Henrot, il est le père de Jacques Louis Honoré de La Hamaide, président des Ardoisières de la Renaissance (Fumay), président-fondateur de l'Union française de Bruxelles (Société fraternelle de secours et d’assistance) et vice-président de la Chambre de commerce française de Bruxelles.
Reçu docteur en médecine à la faculté de Paris en 1861, il exerce à Fumay.
Il publia ses premiers travaux dans un ouvrage publié à Paris en 1861, intitulé De l'influence des causes morales dans les maladies.
Il est président du conseil d'arrondissement de Fumay (1867).

## Publications
- De l'influence des causes morales dans les maladies (1861)

## Sources
- Album Capmartin : recueil de portraits de médecins français. Volume 1, 1899